# هاري سينكلير
هاري سينكلير (بالإنجليزية: Harry Sinclair)‏ هو كاتب سيناريو ومخرج وممثل نيوزلندي، ولد في 1959 بأوكلاند في نيوزيلندا.

## أعمال

### أفلام
- (2001)  رفقة الخاتم[3]
- (2003)  عودة الملك[4]

## وصلات خارجية
- هاري سينكلير على موقع IMDb (الإنجليزية)
- هاري سينكلير على موقع ألو سيني (الفرنسية)
- هاري سينكلير على موقع ميوزك برينز (الإنجليزية)
- هاري سينكلير على موقع أول موفي (الإنجليزية)
- هاري سينكلير على موقع قاعدة بيانات الأفلام السويدية (السويدية)
- هاري سينكلير على موقع قاعدة بيانات الفيلم (الإنجليزية)
- هاري سينكلير على موقع كينوبويسك (الروسية)